# Viktor Serebryanikov
Viktor Petrovitch Serebryanikov (en russe : Виктор Петрович Серебряников, en ukrainien : Віктор Петрович Серебряников), né le 29 mars 1940 à Zaporijia et mort le 12 novembre 2014, est un footballeur international soviétique évoluant au poste de milieu de terrain devenu par la suite entraîneur.

## Carrière
Serebryanikov commence sa carrière en 1958 dans son club formateur du Metalurg Zaporijjye, avant de rejoindre l'un des clubs phares de l'Union soviétique, le Dynamo Kiev en 1959, où il évolue durant douze saisons avant de prendre sa retraite.
Serebryanikov compte un total de vingt-et-une sélections avec l'équipe d'Union soviétique de football, entre 1964 et 1970. Son premier match international est une rencontre amicale face à l'Autriche, le 11 octobre 1964. Durant le Mondial 1970, il devient le premier joueur de l'histoire de la Coupe du monde à être remplacé, à la 46e minute lors d'une rencontre du 31 mai 1970 opposant l'URSS au Mexique.
Il devient ensuite entraîneur du FC Frunzenets Sumy en 1973, puis du Nyva Pidhaitsi de 1977 à 1978.

## Statistiques
| Saison                | Club                  | Championnat           | Championnat | Championnat | Coupe(s) nationale(s) | Coupe(s) nationale(s) | Compétition(s) continentale(s) | Compétition(s) continentale(s) | Compétition(s) continentale(s) | Total | Total |
| Saison                | Club                  | Division              | M.          | B.          | M.                    | B.                    | Comp.                          | M.                             | B.                             | M.    | B.    |
| 1958                  | Metallourg Zaporojié  | D2                    | 12          | 0           | 1                     | 1                     | -                              | -                              | -                              | 13    | 1     |
| 1959                  | Metallourg Zaporojié  | D2                    | 21          | 6           | -                     | -                     | -                              | -                              | -                              | 21    | 6     |
| Sous-total            | Sous-total            | Sous-total            | 33          | 6           | 1                     | 1                     | -                              | -                              | -                              | 34    | 7     |
| 1959                  | Dynamo Kiev           | D1                    | 7           | 0           | -                     | -                     | -                              | -                              | -                              | 7     | 0     |
| 1960                  | Dynamo Kiev           | D1                    | 18          | 8           | -                     | -                     | -                              | -                              | -                              | 18    | 8     |
| 1961                  | Dynamo Kiev           | D1                    | 29          | 4           | 1                     | 0                     | -                              | -                              | -                              | 30    | 4     |
| 1962                  | Dynamo Kiev           | D1                    | 20          | 7           | -                     | -                     | -                              | -                              | -                              | 20    | 7     |
| 1963                  | Dynamo Kiev           | D1                    | 37          | 11          | 2                     | 1                     | -                              | -                              | -                              | 39    | 12    |
| 1964                  | Dynamo Kiev           | D1                    | 29          | 3           | 5                     | 1                     | -                              | -                              | -                              | 34    | 4     |
| 1965                  | Dynamo Kiev           | D1                    | 29          | 11          | 1                     | 1                     | C2                             | 4                              | 2                              | 34    | 14    |
| 1966                  | Dynamo Kiev           | D1                    | 15          | 2           | 1                     | 0                     | C2                             | 2                              | 0                              | 18    | 2     |
| 1967                  | Dynamo Kiev           | D1                    | 35          | 8           | 2                     | 0                     | C1                             | 4                              | 0                              | 41    | 8     |
| 1968                  | Dynamo Kiev           | D1                    | 34          | 7           | 2                     | 0                     | -                              | -                              | -                              | 36    | 7     |
| 1969                  | Dynamo Kiev           | D1                    | 30          | 8           | 2                     | 1                     | C1                             | 4                              | 2                              | 36    | 11    |
| 1970                  | Dynamo Kiev           | D1                    | 15          | 1           | 1                     | 0                     | -                              | -                              | -                              | 16    | 1     |
| 1971                  | Dynamo Kiev           | D1                    | 1           | 0           | 4                     | 1                     | -                              | -                              | -                              | 5     | 1     |
| Sous-total            | Sous-total            | Sous-total            | 299         | 70          | 21                    | 5                     | -                              | 14                             | 4                              | 334   | 79    |
| Total sur la carrière | Total sur la carrière | Total sur la carrière | 332         | 76          | 22                    | 6                     | -                              | 14                             | 4                              | 368   | 86    |

## Palmarès
Dynamo Kiev
- Champion d'Union soviétique en 1961, 1966, 1967, 1968 et 1971.
- Vainqueur de la Coupe d'Union soviétique en 1964 et 1966.